# Rondeletia americana
Rondeletia americana är en måreväxtart som beskrevs av Carl von Linné. Rondeletia americana ingår i släktet Rondeletia och familjen måreväxter. Inga underarter finns listade i Catalogue of Life.